# ابن حسنون
أبو أحمد عبد الله بن الحسين بن حسنون السامري المعروف بـابن حَسْنُون (908 - 996) لغوي ومُقريء عراقي في القرن العاشر الميلادي/ الرابع الهجري. عاش في العصر العباسي الثاني بالعراق وفي مصر تحت الدولة العباسية. ولد في سامراء ونشأ في بغداد. تعلم على أبي بكر بن مجاهد، وأبي بكر بن مقسم وغيرهما. لقب بـ«مسند القراء في زمانه» وكان عالماً باللغة والعربية. سكن مصر وتوفي بها. له كتاب اللغات في القرآن رواه بسنده إلى ابن عباس وقد نشره صلاح الدين المنجد في القاهرة سنة 1946 لأول مرة.

## سيرته
ولد عبد الله بن الحسين بن حسنون السامري سنة 295 هـ/ 908 م في سامراء ونشأ ببغداد. أخذ القراءة عن محمد بن حمود الحذاء وأبي بكر بن مجاهد وأبي الحسن بن شنبوذ وأبي الحسن الرقي وآخرين. وروي عنه القراءة وهو «ثقة ثبت». قال فيه أبو عمر بن سعيد الداني: «مشهور ضابط، ثقة، غير أن أيامه طالت فاختل حفظه ولحقه الوهم.» وقال ابن الجرزي تعليقا على هذا:«وهذا هو الإنصاف في ترجمته.»
نزل مصر وتوفي بها سنة 386 هـ/ 996 م.

## اللغات في القرآن
بقي من مؤلفاته كتاب اللغات في القرآن، تناول فيه بالدراسة التفسيرات التي ذكرها ابن عباس. وقد نشره الدكتور صلاح الدين المنجد في القاهرة سنة 1946 :«كتاب اللغات في القرآن من أوله إلى آخره. لغة قريش وهذيل وكنانة والأوس والخزرج وخثعم وقيس عيلان وسعد العشيرة وجرهم واليمن وأزد شنوءة وكندة وتميم وحمير ومدين ولخم وحضرموت وسدوس والحجاز وأنمار وغسّان وبني حنيفة وتغلب وطيء وعامر بن صعصعة ومزينة وثقيف وجذام والفرس والنبط والحبشة والسريانية والعبرية والقبط والروم والعمالقة... أخبر به إسماعيل بن عمرو المقرئ عن عبد الله بن الحسين بن حسنون المقرئ. بإسناده إلى ابن عباس.»